# Гухьяки
Гу́хьяки (санскр. गुह्यक, IAST: guhyaka, «скрытый») — в индийской мифологии класс полубогов, которые входят в свиту бога Куберы.
Основными местами обитания гухьяков являются горы (Кайласа, Хемакута), где они как слуги бога богатств охраняют  спрятанные там сокровища. При этом они также имеют свой мир, попавшие в него испытывают блаженство. Но по другим источникам, туда попали те, кто во время битвы на Курукшетре бежал в испуге или молил о пощаде, но был убит. Гухьяков иногда не отличают от якшей, их собратьев по свите Куберы. Обладая способностью к полёту, гухьяки несут дворец бога богатств в воздухе. Также эти существа связаны с мифической страной Хатакой, которую, согласно «Махабхарате», они охраняли, когда Арджуна пытался её завоевать.
Главой гухьяков часто называется сам Кубера или реже Реванта, сын Сурьи.